# Rue du Père-Corentin
Pour les articles homonymes, voir Corentin.
La rue du Père-Corentin est une voie située dans le quartier du Petit-Montrouge du 14e arrondissement de Paris.

## Situation et accès
Cette voie débute rue de la Tombe-Issoire et se termine boulevard Jourdan.

## Origine du nom

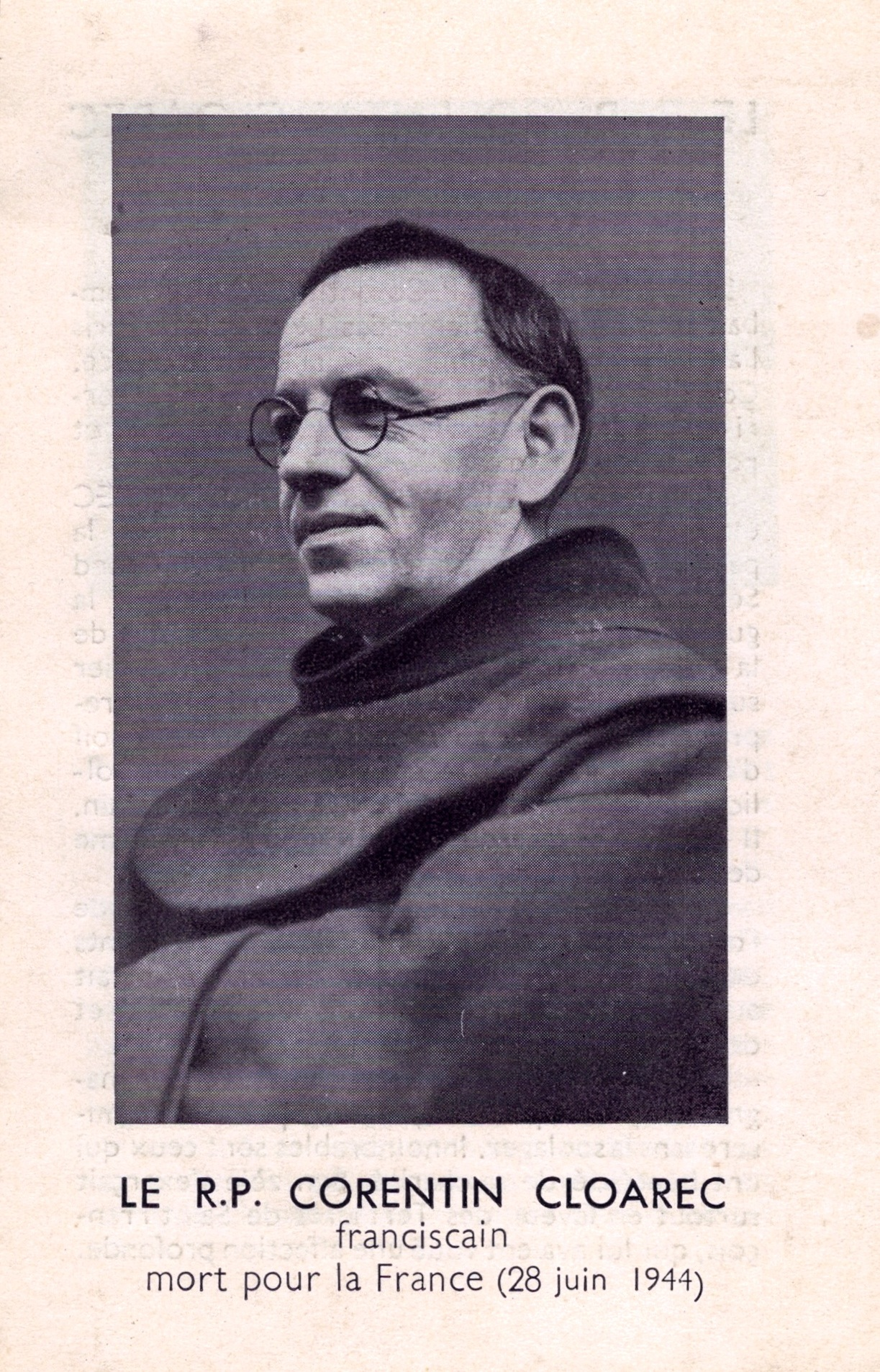
Corentin Cloarec.

Elle rend hommage au père Corentin Cloarec (1894-1944), prêtre franciscain engagé dans la Résistance et assassiné par deux jeunes Français travaillant pour la Gestapo le 28 juin 1944, dans le couvent Saint-François, qui se trouve à l'angle des rues Marie-Rose et du Père-Corentin.

## Historique

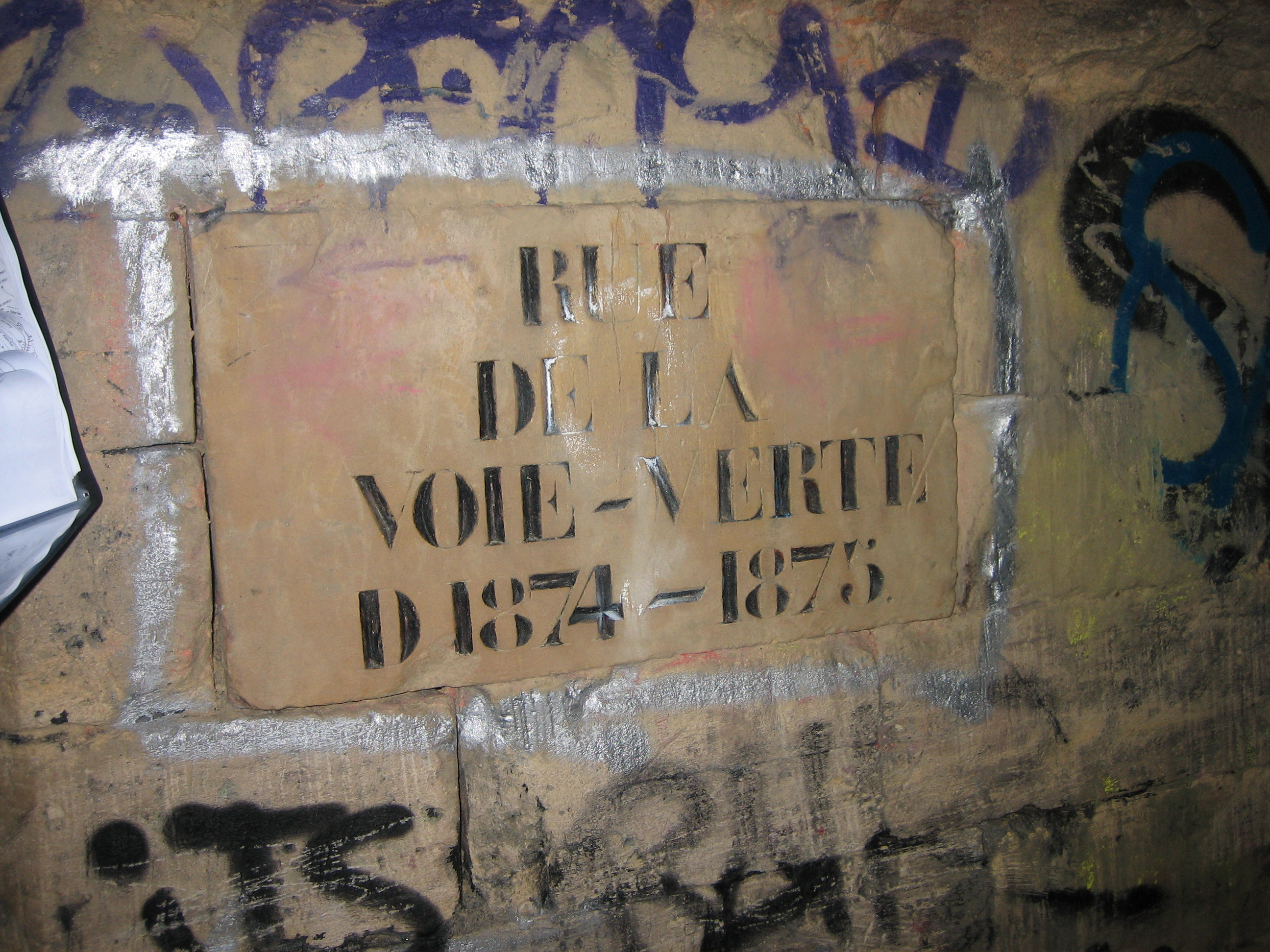
Rue de la Voie-Verte dans les carrières souterraines de Paris.

Cet ancien chemin vicinal de la commune de Montrouge qui passait à travers champs, l'herbe et les arbres qui y poussaient fut nommée initialement « rue de la Voie-Verte ».
Cette voie a ensuite été classée dans la voirie parisienne par décret du 23 mai 1863 dans le quartier du Petit-Montrouge.
Une plaque à l'extrémité sud de la rue, ainsi que les plaques se trouvant dans la galerie des carrières souterraines qui suit le tracé de la rue, portent toujours le nom de « rue de la Voie-Verte ».
La voie prend le nom de « rue du Père-Corentin » par arrêté du 7 juillet 1945.

## Bâtiments remarquables et lieux de mémoire
- No 11 (rue de la Voie-Verte) : emplacement de l'ancien domicile, en 1873, du maçon de la Creuse et conseiller municipal Martin Nadaud[3] (1815-1898), auteur du livre de souvenirs Mémoires de Léonard, ancien garçon maçon[4] (1895).
- No 27 : couvent Saint-François de Paris.
- No 77 : le 25 septembre 1943, un commando FTP-MOI de l'Affiche rouge attaque à la grenade le Café de l'autobus, fréquenté par l'occupant. Il y eut 9 blessés dont 5 soldats allemands[5].
- Patrick Modiano, dans son roman Accident nocturne (2003), situe en 1965 le logement — abandonné, dont « longtemps [il a] voulu oublier cette période de [s]a vie » — de son personnage autobiographique dans un hôtel de la rue mentionnée à plusieurs reprises sous son ancien nom de « rue de la Voie-Verte[6] ».

Plaque subsistant avec l'ancien nom de la rue.
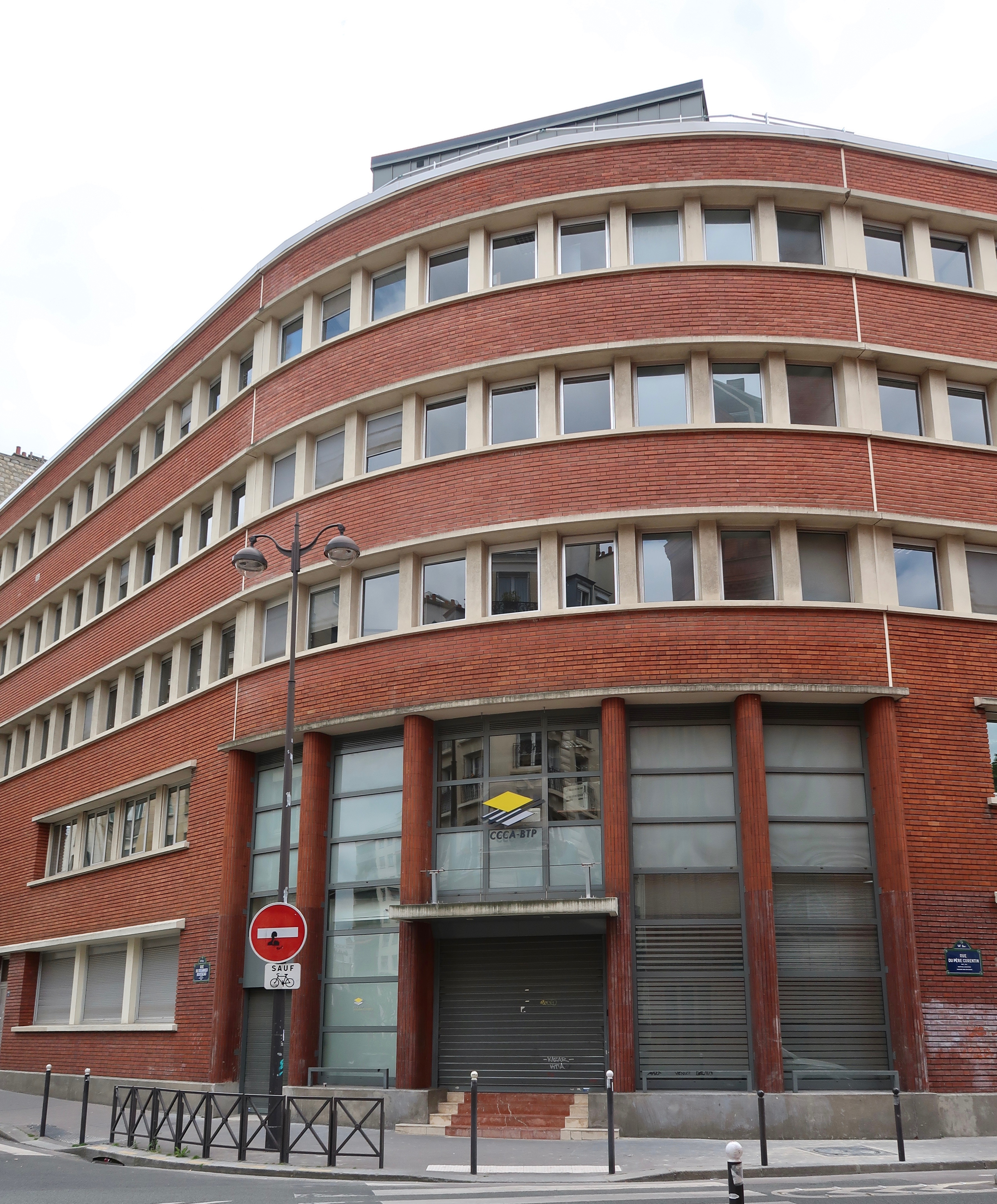
No 19 : immeuble à angle arrondi au coin de la rue du Douanier-Rousseau.
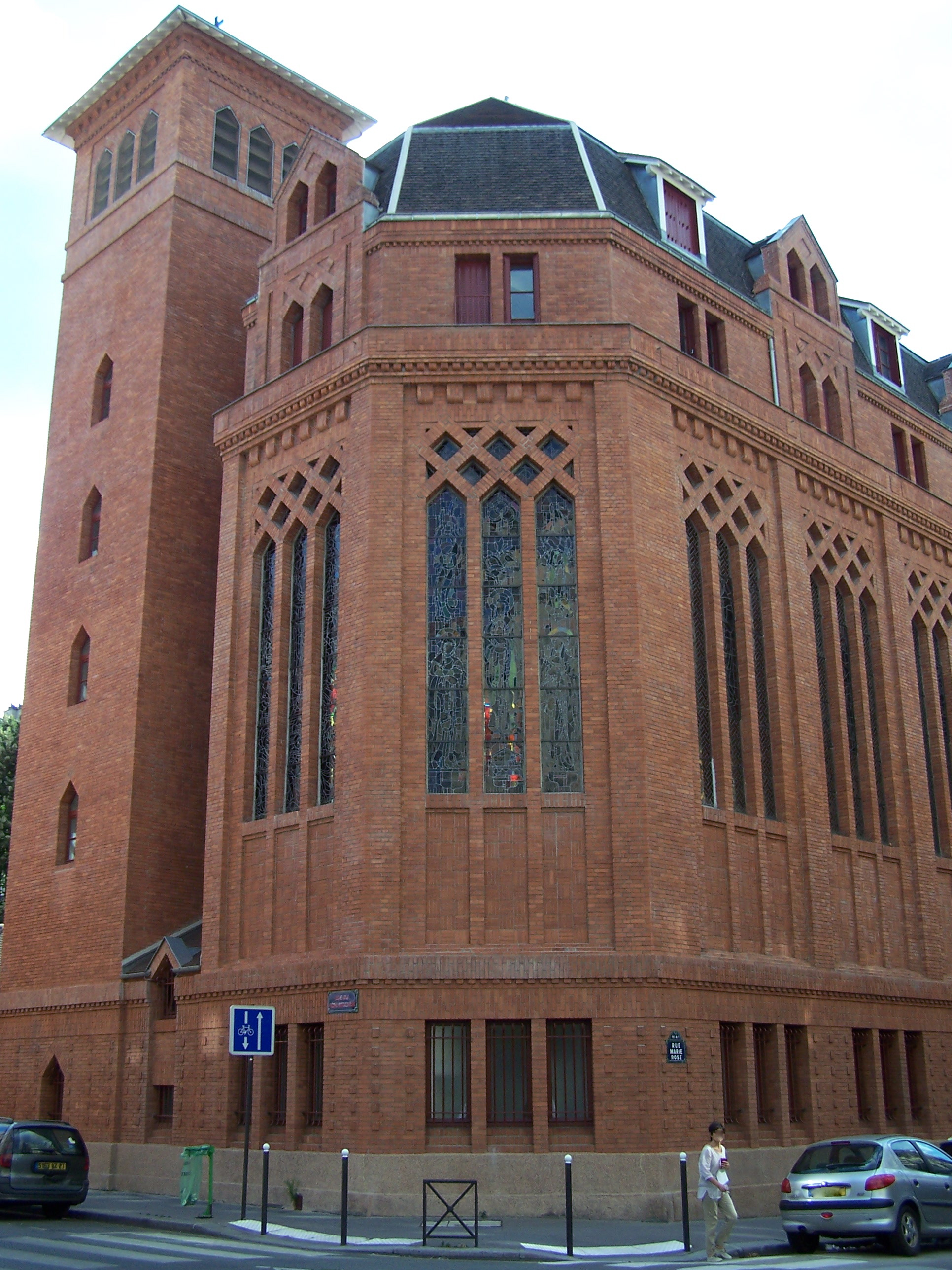
No 27 : le couvent franciscain.
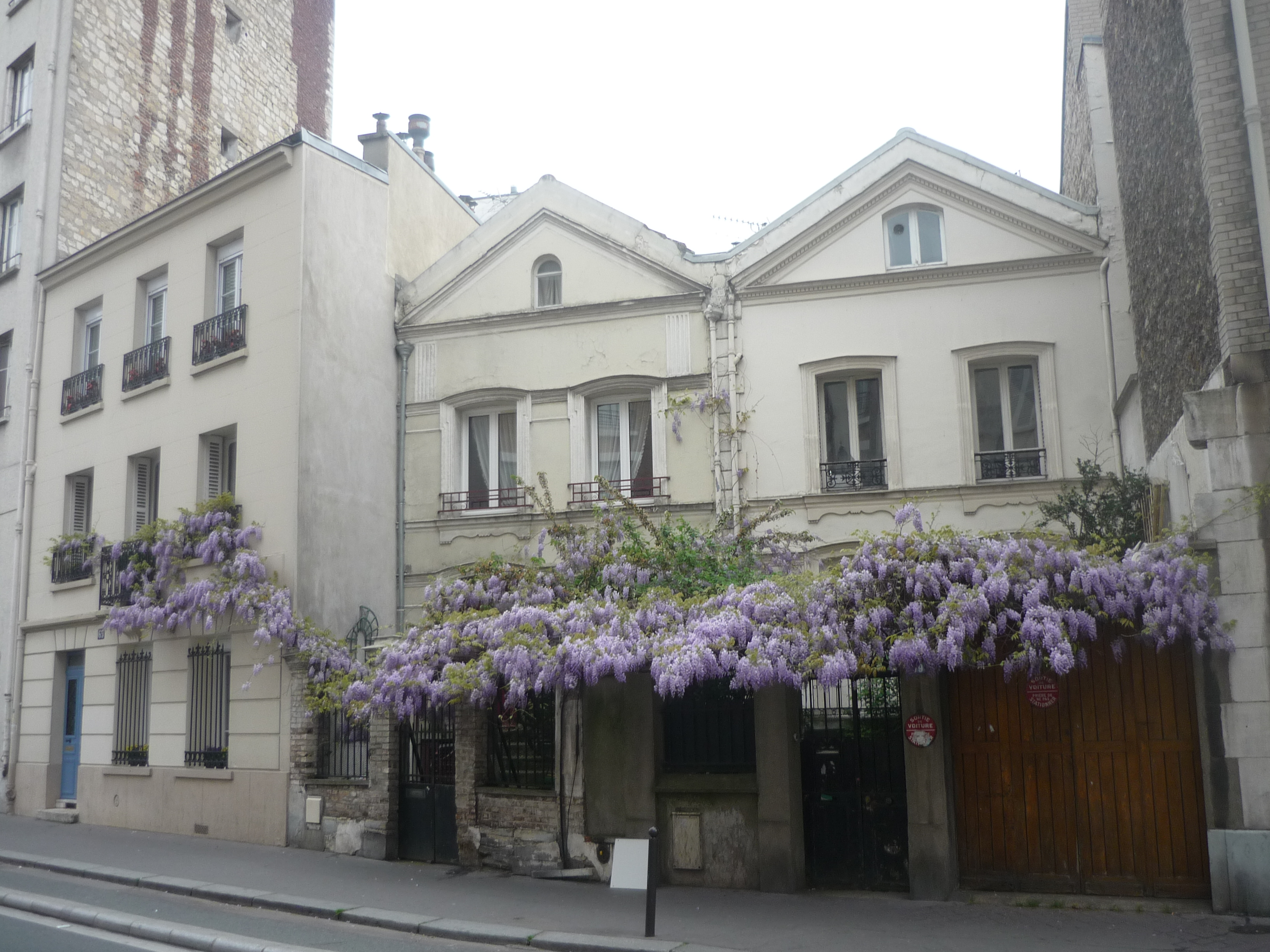
Nos 67 et 69 : maisons jumelles fleuries.